# کارچ کیرالی
چارلس فردریک "کارچ" کیرالی (به انگلیسی: Charles Frederick "Karch" Kiraly؛ زادهٔ ۳ نوامبر ۱۹۶۰) ورزشکار مرد رشتهٔ والیبال اهل کشور ایالات متحده آمریکا است. وی در بین سال‌های ‎۱۹۸۴ تا ۱۹۹۶ میلادی در مسابقات بازی‌های المپیک تابستانی در مجموع ۳ مدال طلا را کسب کرد.